# 蠡湖大桥
31°31′05″N 120°16′09″E / 31.51814°N 120.26908°E

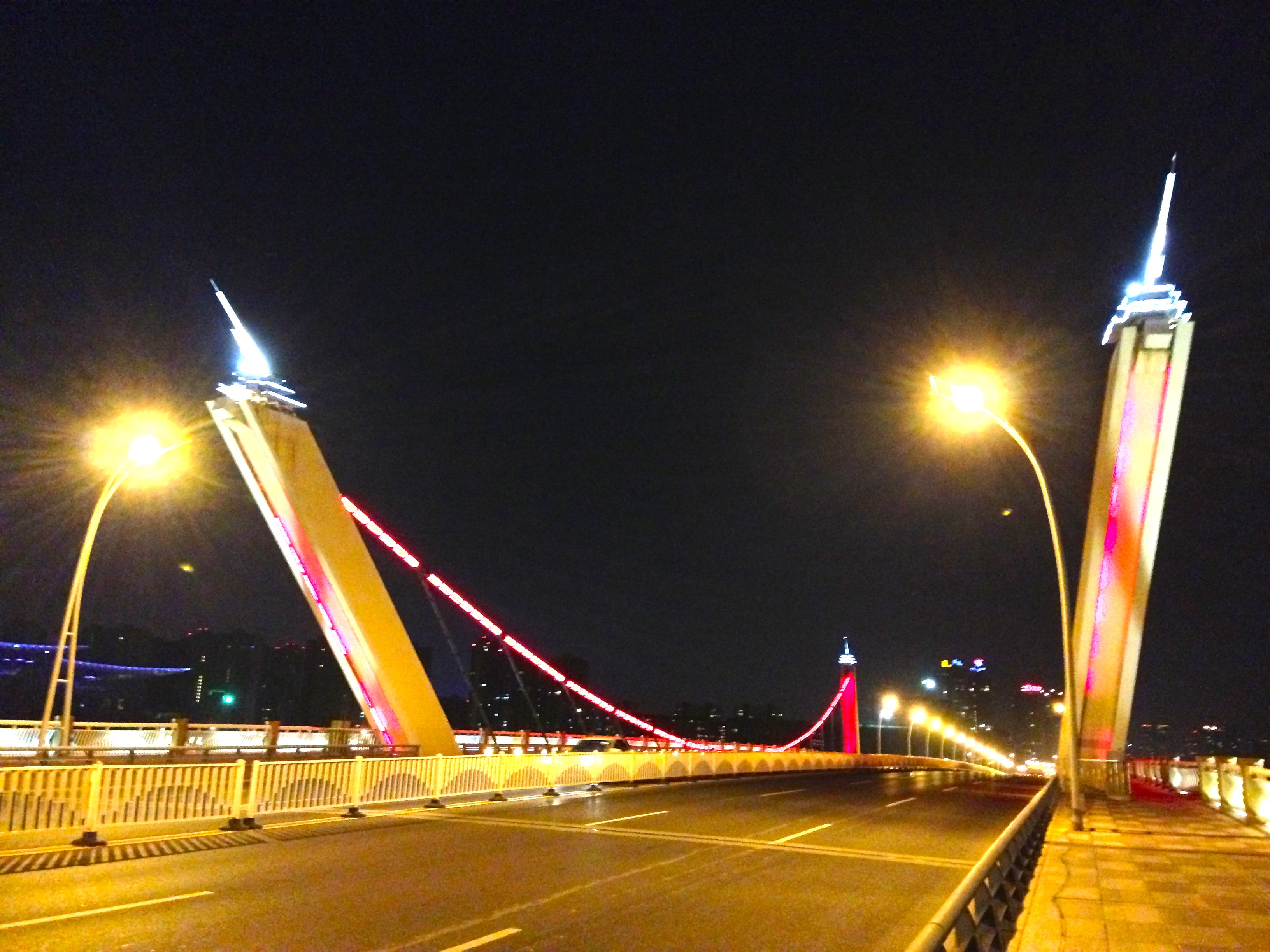
蠡湖大桥夜景

蠡湖大桥，是位于中国江苏省无锡市滨湖区一座横跨蠡湖的桥梁，连接蠡湖新城与大学城。

## 特点
全长730米，宽33米，双向6车道。由上海同济大学建筑设计研究院桥梁工程分院设计。为三跨组合式板拱桥。该桥集拱梁、斜塔、悬索于一身，组合成“WX”2个字母造型。桥梁主跨则如同一具张开的渔网，寓意无锡水乡的地方特色。
蠡湖大桥于2002年10月开工建设，2004年4月建成通车。